# Ustilago
Ustilago è un genere di funghi Basidiomiceti. Comprende più di 200 specie, parassite di piante erbacee. Alcune specie attaccano i cereali, causando la malattia conosciuta come "carbone".

## Specie principali
- Ustilago avenae
- Ustilago esculenta
- Ustilago hordei
- Ustilago maydis (sin. Ustilago zeae)
- Ustilago nuda
- Ustilago tritici